# The music of stones
The music of stones is een muziekalbum van Stephan Micus.
Micus nam voorheen zijn albums geheel zelf op, meestal in de Tonstudio Bauer. Voor dit album werden gastmusici ingeschakeld en de opnamen vonden plaats in de Kathedraal van Ulm. Op Twilight fields bespeelde Micus aarden bloempotten. Voor dit album wendde hij zich tot bewerkte natuurstenen. Zij werden ontworpen door Elmar Daucher zodat ze door resonantie geluid konden voortbrengen. De diverse stenen waren daarbij van of graniet of serpentiniet.

## Musici
- Elmar Daucher – stenen (track 1, 6)
- Günther Federer – stenen (track 2, 6)
- Nobuko Micus – stenen (track 3, 6)
- Stephan Micus - stenen, andere muziekinstrumenten, zang

## Muziek

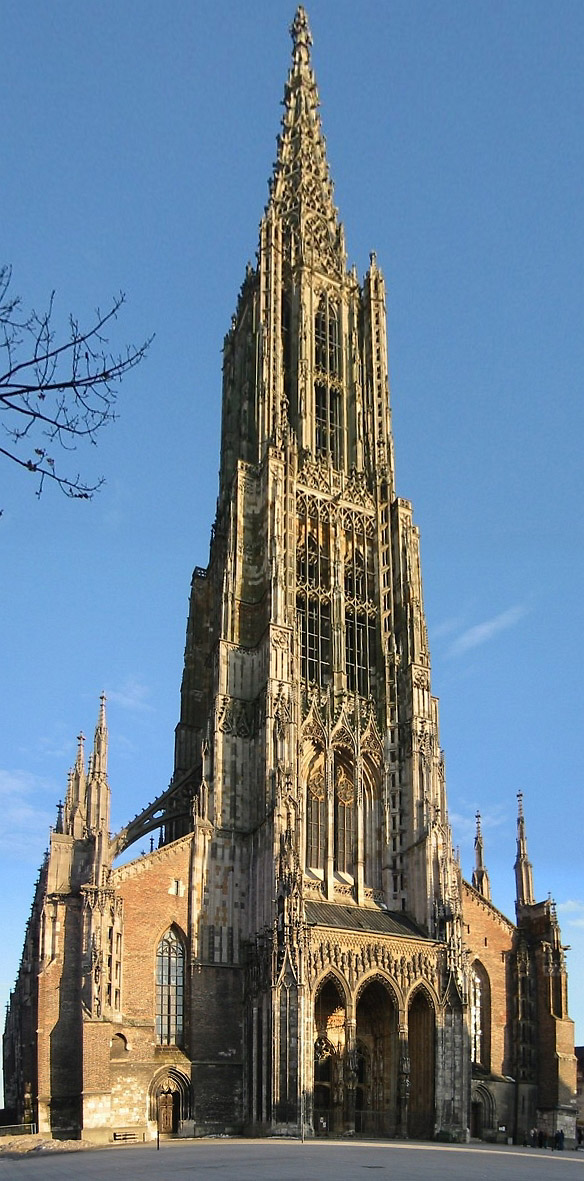
Munster van Ulm

| Nr. | Titel                                           | Duur  |
| --- | ----------------------------------------------- | ----- |
| 1.  | The music of stones (part1: stenen, shakuhachi) | 13:27 |
| 2.  | The music of stones (part 2: stenen)            | 5:22  |
| 3.  | The music of stones (part 3: fluitje, stenen)   | 5:03  |
| 4.  | The music of stones (part 4: stenen)            | 11:38 |
| 5.  | The music of stones (part 5: shakuhachi)        | 6:22  |
| 6.  | The music of stones (part 6: stenen, zang)      | 8:46  |